# 强嘎乡
强嘎乡（藏語：བྱང་ཁ་），是中华人民共和国西藏自治区拉萨市林周县下辖的一个乡镇级行政单位。

## 行政区划
强嘎乡下辖以下地区：
强嘎村、典冲村、曲嘎强村、切玛村和连布村。